# ساختمان فدرال ادیت گرین - وندل ویات

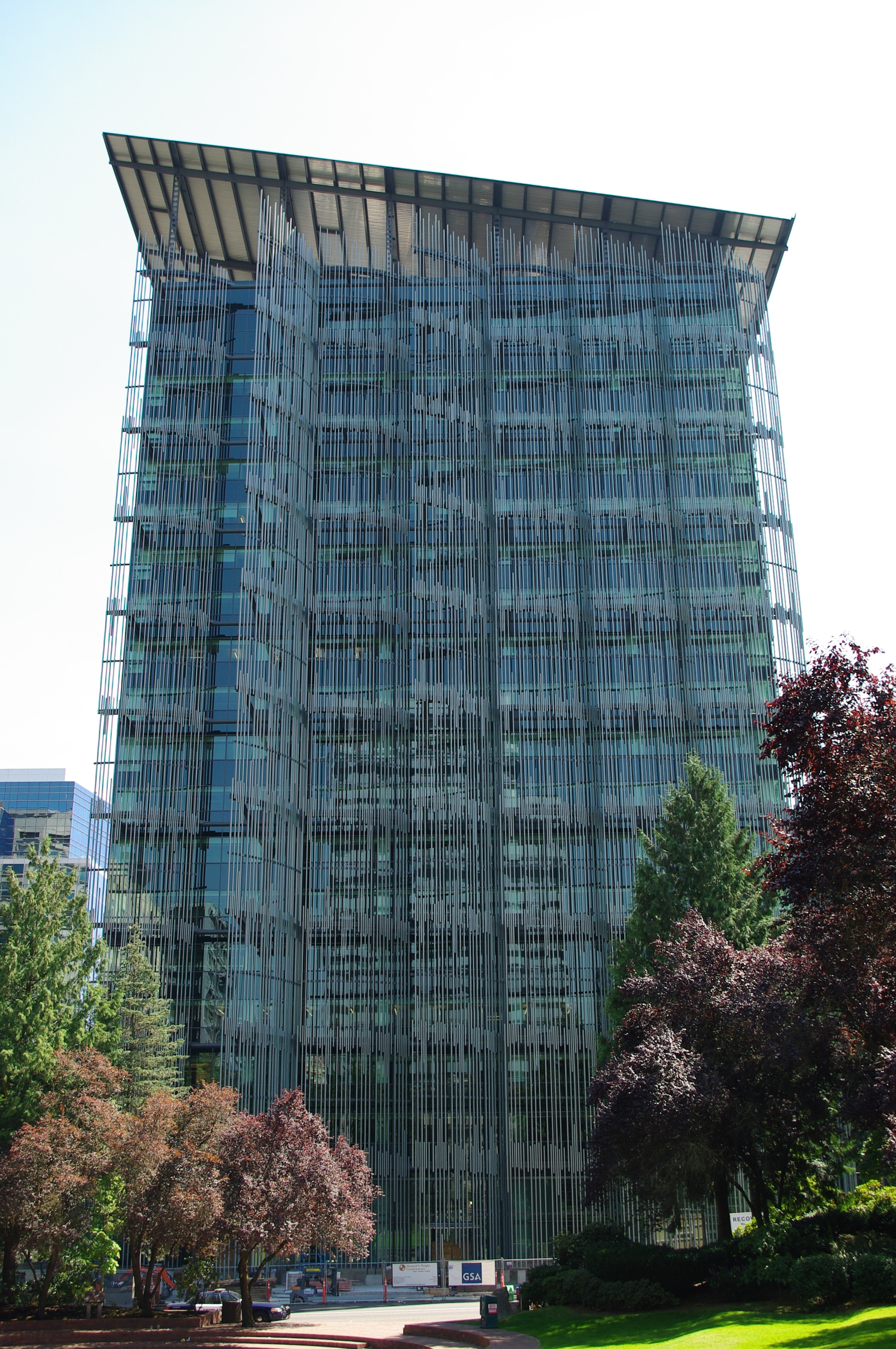
نمایی از ساختمان ادیت گرین-وندل ویات

ساختمان فدرال ادیت گرین-وندل ویات (به انگلیسی: Edith Green – Wendell Wyatt) یک ساختمان بلند است که در مرکز شهر پرتلند ایالت اورگن آمریکا قرار دارد. این ساختمان در سال ۱۹۷۰ تا ۱۹۷۵ ساخته شده و دارای ۱۸ طبقه است و تحت مالکیت اداره فدرال می‌باشد. مساحت این ساختمان سبک بین‌الملل بیش از ۳۷۰۰۰۰ فوت مربع (۳۴۰۰۰ متر مربع) است که توسط شرکت اسکیدمور، اوینگز و مریل طراحی و ساخته شده است. نام ساختمان از نام دو تن از نمایندگان مجلس ایالات متحده، وندل ویات و ادیت گرین گرفته شده است.

## تاریخچه
ساختمان در دهه سال ۱۹۷۰ ساخته شده و در ۱۹۷۵ شروع به کار کرد. در ۲۱ ژوئن ۱۹۸۹ در اثر آتش‌سوزی قسمت لابی ساختمان، ۳۰۰٫۰۰۰ دلار خسارت به ساختمان وارد شد، که بیشتر شامل سیستم اطفای حریق قسمت لابی ساختمان بود. آتش‌سوزی دیگری در ماه فوریه سال ۱۹۹۳ در اثر یک سیگار باعث خسارت ۲۵۰۰۰ دلاری به عایق بندی زیرزمین شد. در آن زمان ساختمان ۱۲۰ میلیون دلار قیمت گذاری شد.
در ماه آوریل سال ۱۹۹۵، ساختمان به دلیل تهدید وجود بمب مانند آنچه در ساختمان فدرال شهر اوکلاهما در پورتلند رخ داد تخلیه شد. هیچ بمبی پیدا نشد، اما دولت اقدامات امنیتی اضافی درساختمان برای ۱۲۰۰ فردی که در آنجا کار می‌کردند انجام داد، که این اقدامات در پاسخ به بمب گذاری شهر اوکلاهما بود. اقدامات حفاظتی جدید در این ساختمان شامل اضافه کردن فلزیاب و نگهبانان امنیتی، حذف بازدید کننده از پارکینگ زیرزمین ساختمان، همچنین وسایل نقلیه‌ای که وارد ساختمان می‌شدند باید کارت شناسایی دولتی به همراه داشته باشند.
در ماه می سال ۲۰۰۱ این ساختمان بعد از آنکه مبدل برق ساختمان منفجر شده و برق ساختمان قطع شد برای یک روز بسته شد. حادثه مشابه در فوریه سال ۲۰۰۴ باعث بسته شدن مجدد ساختمان شد. همچنین در ۱۱ سپتامبر سال ۲۰۰۱ پس از حمله به مرکز تجارت جهانی در نیویورک و حمله به پنتاگون نیز دوباره ساختمان تعطیل شد.
آغاز تعمیرات اساسی این ساختمان با هزینه ۱۳۳۰۰۰۰۰۰ دلار برای بهبود بهره‌وری و ایجاد یک ساختمان دوستدارمحیط زیست در سال ۲۰۰۹ می‌باشد. معماران گروه  SERA یک بهسازی را آغاز کردند که شامل اضافه کردن یک پوسته خارجی جدید به ساختار بود. استودیوی  PLACE  طراحان منظر ساختمان بودند. بودجه این پروژه بر اساس قانون بهبود و سرمایه‌گذاری مجدد سال ۲۰۰۹ آمریکا محاسبه شد. شرکت‌های هوارد رایت مدیریت ساخت و ساز پروژه طراحی شده رابرای رسیدن به یک رتبه بندی لید پلاتین بر عهده داشت. این ساختمان دوباره درماه می سال ۲۰۱۳ پس از ۱۳۹۰۰۰۰۰۰ دلار تعمیرات با یک چهرهٔ کاملاً جدید که شامل یک پنل بزرگ خورشیدی کج بر روی سقف می‌باشد بازگشایی شد .

## باز سازی مجدد
بعد از آن که سیستم های	 مکانیکی و الکتریکی و لوله کشی های ساختمان فرسوده شدند دولت تصمیم به بازسازی این ساختمان گرفت. اهداف پروژه شامل ارتقاء سیستم های ساخت و ساز، به روز رسانی محیط کار و بهبود قابلیت دسترسی همزمان با حفاظت و استفاده از منابع آب و انرژی به طور مستقل ، مطابق با استاندارد فدرال برای مقاومت در برابر انفجار، و ارائه قانون های جدید مطابق استاندارد برای پله خروجی، ورودی و اتاق استراحت می شدند محیط کاری سالم برای 16 دیپارتمان فدرال ، و در ۳۹ ماه به پایان رسید.
این پروژه در سال ۲۰۰۹ با توجه به قانون بهبود و سرمایه‌گذاری مجدد ۲۰۰۹ آمریکا آغاز شد .هدف این پروژه این است که یک الگو برای ساختمان های مشابه به عنوان یک پروژه بازسازی و بهره وری انرژی در سرتاسر کشور باشد .

### طراحی و نوآوری
هدف طراحی اولیه  تبدیل ساختمان پیر موجود به یکی از ساختمان های برتر سبز کشور می باشد. در این راستا تیم طراحی فضاها را از طریق نرم‌افزار بیم و در آزمایشگاه نور مورد بررسی قرار دادند. پس از اتمام تجزیه و تحلیل، تیم طراحی داده ها و محدودیت را با هم ترکیب کردند که هدف اصلیشان برقرای ارتباط مناسب پایداری حسی و فزیکی بود.
نی و چادر تنظیم شده برای هر نما برای کاهش نورخورشید و به حداکثر رساندن نور روز ، سایه بان سقف برای جمع کردن آب باران ،که در واقع شامل تعداد زیادی صفحات فتوولتائیک ۱۸۰ کیلو وات می باشند که بر اساس جهت خورشید برنامه ریزی شده اند.

### طراحی منطقه ای / ارتباطات
یکی از سبز ترین تصمیم گیری های طرح بازسازی ساختمان موجود به جای ساخت مجدد آن در حومه شهر می باشد، با توجه به وجود ایستگاه های متعدد در اطراف ساختمان موجود میزان تمایل ۱۲۰۰ کارمند برای استفاده از وسایل نقلیه شخصی کمتر خواهد شد.
ارزیابی که انجام شد نشان می دهد که ۸۵٪ افراد برای تردد از وسایل نقلیه عمومی و دوچرخه استفاده می کنند و یا به صورت پیاده رفت‌وآمد دارند.

### زمین مورد استفاده/بوم شناسی
نی های عمودی علاوه بر ایجاد سایه گیاهان اطراف ساختمان را محافظت می کنند و یک اکوسیستم محلی در اطراف ساختمان ایجاد کرده اند. همچنین دراین قسمت یک سری گیاهان رونده کاشته شده است که در طول زمان از روی نما به سمت بالا حرکت کنند که خود باعث تهویه و تمیزی هوا شده و هم باعث کاهش دما در تابستان می شود . گیاهان مورد استفاده در ساختمان ها مخلوطی از همیشه سبز و درختان خزان پذیر هستند . در زیر این محل پارکینگ قرار دارد در نتیجه در انتخاب گیاهان با محدودیت روبرو شدند و در نهایت درخت انگور که خزان پذیر می باشد انتخاب شد که در زمستان مانع ورود نور نشود.

### طراحی با توجه به آب و هوا
نکته اصلی افزایش کارایی انرژی ساختمان ، تبدیل نمای غیر عایق موجود به یک پرده با کارایی بالا با یک سیستم سایه اندازی بود. که شامل یک سری نی های عمودی در سمت شمال غرب ساختمان به طول ۱۸ طبقه و همچنین سایه بان های یکپارچه و منعکس کننده نور در قسمت جنوب شرقی و غربی ساختمان می باشند. برای رسیدن به ترکیب بهینه از سایه و نور در روز ،در یک تجزیه و تحلیل ، حداکثر میزان خنک شدن فضاها برای ارائه جهت گیری مناسب سایه بان ها مورد بررسی قرار گرفت. پس از تعیین شدن این که چه نماهایی نیاز به سایه دارند (نمای شرق و غرب و جنوب ) و چه نماهایی نیاز به سایه ندارند (نمای شمال) ، قدم بعدی مشخص کردن میزان زمان مورد نیاز هر نما به سایه می باشد. عمق و فاصله هر سایه بان با توجه به عملکرد و زیبایی آن طراحی شد. همچنین سایه بان بزرگ در بالای ساختمان هم باعث ایجاد سایه ، هم به صورت شیب دار برای جمع آوری آب باران علاوه بر وجود صفحات فتوولتائیک روی آن مورد استفاده قرار گرفته است.

### نور و هوا
به علت اهمیت نقش نور روز در سلامتی و آسایش انسان ، و همچنین بیشترین زمان استفاده از ساختمان درطول روز ، پروژه برای بهینه کردن نور روز در محیط کار ، محل های کار را به سمت نور های طبیعی قرار دادند. این منجر به ۵۰-۶۰٪ (پیش بینی) کاهش در انرژی روشنایی شد.
این تجزیه و تحلیل پارامتریک منجر به طراحی موارد زیر با کارایی بالا شد:
- °۴۰-۴۲ ٪ دید شفاف در برج، به حداکثر رساندن شفافیت در جاهایی که سایه بان ها باعث کاهش نور خورشید می شود.
- سایه بان بلند جبهه غربی باعث تغییر جهت نور نامناسب خورشید شده و نور را با شدت کمتری وارد می کند.
- استفاده صفحات منعکس کننده نور زیر پنجره باعث افزایش نفوذ نور به داخل می شوند.

### چرخه آب
درمدل سازی استفاده از آب در این پروژه پیش بینی میشود که بیش از ۶۰ ٪ در مصرف آب از چند روش از جمله استفاده مجدد از تجهیزات موجود لوله های ساختمان ، جمع آوری آب باران ، استفاده مجدد از آب صرفه جویی خواهد شد.
با تجزیه و تحلیل میزان مصرف آب در ساختمان های تاریخی موجود مشابه به این نتیجه رسیدند که ۸۷ ٪ میزان آب مصرفی برای مصارف داخلی و ۱۳٪ مابقی برای مصرف خارجی(محوطه و گیاهان ) مصرف می شود. به همین تمرکز اصلی بر استفاده از آب باران برای مصارف غیر شرب مثل فلش تانک ها می باشد.
کاهش آبیاری گیاهان محوطه به میزان ۵۰٪ با کاشت گیاهان مخصوص مناطق خشک و آبیاری زیر سطحی.
ساخت یک مخزن جمع آوری آب باران به حجم ۱۶۵۰۰۰ گالن از صفحات موجود در زیرزمین که قبلاً جهت تمرین هدف گیری استفاده می شدند ، که این آب جمع آوری شده برای استفاده فلش تانک های سرویس های بهداشتی وآبیاری و برج خنک کننده مصرف می شود. همچنین ساخت مخزن باعث کاهش اثرات منفی هدر رفتگی آبهای سطحی می شود.
جریان انرژی و انرژی آینده
هدف پروژه رسیده به کاهش مصرف انرژی تا ۶۰ ٪ میزان مصرف آن در گذشته است. همچنین کاهش مصرف خنک کننده ها و نور مصنویی با راهکارهای ارائه شده و بهبود آسایش حرارتی می باشد. این راهکارها باعث کاهش مصرف سیستم های گرمایش از کف ساختمان نیز می شوند.
نتیجه ها به دست آمده شامل :
- کاهش ۵۵ ٪ مصرف انرژی در مقایسه با میانگین مصرف ساختمان های اداری مشابه
- ۳۹ ٪ درصد صرفه جویی در هزینه انرژی و ۴۶ ٪ کاهش مصرف انرژِ در مقایسه با استاندارد با اشری ۹۰/۱-۲۰۰۷
- ۴ ٪انرژی تجدید پذیر تولید شده توسط یک سیستم فتوولتائیک به میزان ۱۸۰ کیلو وات.

### مواد و مصالح / ساخت و ساز
به منظور محدود کردن مواد در حال دفن، تیم پروژه ابتدا در حفاظت و استفاده مجدد از منابع متمرکز شدند . تخریب دقیق ساختمان باعث صرفه جویی در خرید مصالحی که در آینده مورد نیاز بود به ارزش ۱۰۰۰۰۰۰ دلار شد. علاوه بر این حدود ۳۳۳۷ تن بتن پیش ساخته موجود به صورت خرد شده در بستر مسیر ها مورد استفاده قرار گرفت ، همچنین ۳۵۰۰ تن آهن و مواد و مصالح مورد استفاده مجدد قرار گرفتند که شامل :
- ۲ آبسردکن و ۵ در به کلیسای شهر داده شد.
- ۳۰ در به یک روستا در آفریقا برده شد.
- نوار های درخت ماهون توسط یک هنرمند محلی در ساخت گلگیر دوچرخه استفاده شد.

استفاده مجدد (مصالح موجود در ساختمان فعلی)شامل:
سینک. آینه. لوازم جانبی توالت. عایق سفت و سخت. آجر کفپوش. کابینت. اتاقک نگهبانی. تابلوهای برق . تجهیزات امنیتی.کفپوش و موکت ها.نرده . در. لولای در.کپسول آتش نشانی. آب سردکن. لوازم خانگی. تجهیزات آشپزخانه.
بازیافت :
- چوب و تبدیل آن به خورده چوب برای مصارف مختلف
- بازیافت آهن و مس
- بازیافت دیوارکاذب به عنوان اصلاح کود خاک
- جداره ها برای مسیر سازی و جداکننده ها مجدد استفاده شدند.
- پنل های گچی به جای عایق پشم شیشه استفاده شدند.
- پنل های پیش ساخته به عنوان پر کننده استفاده شدند.

قدم بعد تیم طراحی تمرکز بر انتخاب مصالح به صورت محلی (۱۱.۹ ٪) و قالبیت بازیافت بالا (۲۹.۸ ٪) بود. بهبود کیفیت هوای داخل ساختمان از طریق انتخاب محصولات کم ضرر مثل چسب های مورد نیاز، سیستم کف ساختمان ، چوب های کامپوزیت و فیبرها و...

### طول عمر ساختمان
تیم طراحی در نهایت به دو راه حل اصلی برای افزایش طول عمر ساختمان رسیدند:
- کاهش ۳۳۳۷ تن بتن از ساختمان موجود که باعث کاهش وزن ساختمان شد و در نتیجه ساختمان نیاز به ارتقاء لرزه ای نخواهد داشت.
- ساخت پانل های آلومینیومی منعکس کننده نور که قابل بازیافت در آینده نیز خواهند بود . این پانل ها شامل پانل های فعال دارای لوله کشی برای جمع آوری آب باران و پانل های غیر فعال برای منعکس کردن نور می باشند .

با توجه به اقدامات ذکر شده این ساختمان سالانه ۴۰۰۰۰۰-۳۰۰۰۰۰ دلار بازگشت هزینه خواهد داشت. 